# Victoria Strait
Die Victoria Strait ist eine Meerenge im Territorium Nunavut im nördlichen Kanada. Sie liegt vor dem Festland im Arktischen Ozean und verläuft zwischen Victoria Island im Westen und King William Island im Osten; beide gehören zum kanadisch-arktischen Archipel. Die Meerenge verbindet den im Norden gelegenen Larsen Sound mit dem südlich gelegenen Queen Maud Gulf.
Die Meeresstraße ist etwa 140 km lang und weist eine Breite von 70 bis 100 km auf. Es gibt wenige Inseln innerhalb der Victoria Strait. Im Westen öffnet sich die Albert Edward Bay, eine Bucht der Victoria Island. Davor befindet sich die Admiralty Island. Am südlichen Ausgang der Meerenge liegen die Royal Geographical Society Islands.
Die Meerenge weist mehrere seichte Stellen mit Wassertiefen von 10 m auf. Sie ist die meiste Zeit des Jahres stark vereist. Die Eisschollen erreichen die Victoria Strait von Norden her über den McClintock Channel und den Viscount Melville Sound. Ende Juli bricht der Eispanzer in der Meerenge. Ende September beginnt die Victoria Strait wieder zu vereisen.
Am Eingang der Victoria Strait liegt die Stelle, an der die Terror und Erebus während der Franklin-Expedition im Jahr 1848 von Eis eingeschlossen und schließlich aufgegeben wurden.
Aufgrund der Gefahren für eine Durchfahrt wurde eine längere Route um die King William Island herum vorgezogen. Diese Route ist einfacher, obwohl sie noch seichter ist.
1967 durchfuhr zum ersten Mal ein Eisbrecher, die John A. Macdonald, die Victoria Strait. 1975 wiederholte der Eisbrecher die Durchfahrt. 1976 folgten die Eisbrecher CCGS Louis S. St-Laurent und CCGS J.E. Bernier.